# Jan Smeterlin
Jan Smeterlin (ur. 7 lutego 1892 w Bielsku, zm. 18 stycznia 1967 w Londynie) – polski pianista, przyjaciel Karola Szymanowskiego.
Jan Smeterlin urodził się jako Hans Schmetterling, jego ojcem był dr Juliusz Schmetterling – żydowski adwokat i członek zarządu Gminy Wyznaniowej Żydowskiej w Bielsku z ramienia stronnictwa niemieckich asymilatorów, matką była Amalia z domu także Schmetterling (rodzice byli kuzynostwem w pierwszym stopniu pokrewieństwa). Rodzina Schmetterlingów przybyła do Bielska z galicyjskiego Grzymałowa koło Husiatynia. Pod nazwiskiem Hans Schmetterling koncertował do 1923 roku, kiedy to pojawił się w prasie jako Jan Smeterling. Od 1924 roku prasowe anonse dotyczące jego koncertów podpisane były już jako Jan Smeterlin. 
Jan Smeterlin wystąpił po raz pierwszy publicznie w wieku siedmiu lat. Mimo uzdolnień muzycznych pod wpływem rodziny rozpoczął studia prawnicze. Dzięki uzyskanemu stypendium studiował pianistykę w Wiedniu u Leopolda Godowskiego. Jan Smeterlin debiutował jako pianista w roku 1920. 
Był zaprzyjaźniony z Karolem Szymanowskim, który zadedykował mu swoje mazurki. Obok utworów Chopina, dzieła fortepianowe Szymanowskiego stanowiły ważną pozycję w jego repertuarze koncertowym. 
W roku 1969 ukazał się w Londynie tom korespondencji między Smeterlinem i Szymanowskim w tłumaczeniu Bogusława Macieja Maciejewskiego i Feliksa Aprahamiana.
Nagrał wiele płyt dla wytwórni Philipsa, Polydor, RCA Victor i in.
Jan Smeterlin zajmował się też sztuką kucharską i pozostawił tom przepisów, który ukazał się pośmiertnie. W ostatnich latach życia Smeterlin mieszkał w Nowym Jorku, zmarł wkrótce po powrocie do Londynu. 